# Hebepetalum roraimense
Hebepetalum roraimense là một loài thực vật có hoa trong họ Linaceae. Loài này được Secco & Manni Silva mô tả khoa học đầu tiên năm 1990.